# Nicky Skopelitis
Nicky Skopelitis (* 2. Februar 1949 in New York City) ist ein amerikanischer Fusiongitarrist aus dem Umfeld von Bill Laswell, der mit diesem in den Bands  Curlew und Material musizierte sowie  mit Herbie Hancock, Afrika Bambaataa und Public Image Ltd. zusammenarbeitete.

## Biographie
Nicky Skopelitis, der griechischer Herkunft ist, erlernte als Kind das Trompetenspiel, bevor er sein Augenmerk auf die Gitarre und andere Saiteninstrumente wie Banjo und Dobro richtete. Aufgrund seiner griechischen Herkunft wurde auch sein Interesse an mediterranen und nahöstlichen Musikstilen geweckt. Als Teenager kam er mit der New Yorker Downtown-Musikszene in Berührung und lernte Ende der 1970er den Bassisten und Produzenten Bill Laswell kennen. Zusammen spielten die beiden in der Avantgarde-NoWaveband Curlew um George Cartwright und Tom Cora, bis Skopelitis auch bei Material mitwirkte. Auf dem 1982 erschienenen Album One Down ist er neben Fred Frith und der jungen, noch weitgehend unbekannten Whitney Houston zu hören.
Material wurde 1983 durch Herbie Hancocks Album Future Shock, auf dem Skopelitis auf einem Titel als Backgroundsänger vertreten ist, einem größeren Publikum bekannt. Im Laufe des Jahrzehntes kam es zu weiteren Arbeiten mit Hancock, so spielte Skopelitis u. a. Gitarre auf Sound-System (1984) und Fairlight auf Perfect Machine (1988). Ein ähnlicher Erfolg war 1984 die von Laswell und Afrika Bambaataa mit John Lydon konzipierte Single World Destruction, eine frühe Verbindung von Rockmusik und Rap, an der auch Keyboarder Bernie Worrell beteiligt war. Aus dem Treffen mit Lydon ergab sich 1986 die Zusammenarbeit am Album von Public Image Ltd. Im Jahr 1987 wirkte er neben Laswell und Worrell an Rhythm Killers von Sly & Robbie mit und  unterstützte mit Laswell auch James Blood Ulmer bei seinem Tonträger America: Do You Remember The Love?. Er trat weiterhin gemeinsam mit Laswell, Sonny Sharrock, Ginger Baker, Jan Kazda und Peter Brötzmann auf (CD No Material).
1989 nahm Skopelitis ein erstes Soloalbum mit dem Titel Next to Nothing auf, an dem sich neben Laswell, Baker und Frith auch der Perkussionist Aiyb Dieng sowie der Violinist Simon Shaheen beteiligten.
1991 war Skopelitis maßgeblich an der Entstehung des Albums Drunk with Passion der Golden Palominos beteiligt und arbeitete mit Swans an White Light from the Mouth of Infinity. Außerdem erschien Faith Moves, ein Duo mit dem Gitarristen Sonny Sharrock, das Laswell produzierte und Robert Palmer im Rolling Stone sehr positiv besprach. Nach der Vertonung von Hakim Beys Buch Temporäre Autonome Zone (u. a. mit dem Gitarristen Buckethead) folgte 1993 sein Album Ekstasis mit Laswell, Jah Wobble und Jaki Liebezeit, das der Down Beat mit 4 Sternen auszeichnete.
Im Anschluss beteiligte sich Skopelitis weiterhin an Projekten unter Laswells Federführung, so am Axiom-Sampler Funkcronomicon, Every Silver Lining Has a Cloud von Julian Schnabel (beide 1995) und Unison von Shin Terai (1999). 1998 erschien das nächste Soloalbum von Skopelitis namens Revelator, ein zum Bereich Avantgarde Lounge tendierendes Werk mit dem Gitarristen Raoul Björkenheim, dem Perkussionisten Bill Buchen sowie Laswell als Produzent. Ein weiteres Album von Ekstasis mit ähnlicher Besetzung wie der Erstling wurde ebenfalls 1998 veröffentlicht.
Als Studiomusiker zu hören war Skopelitis in der Folgezeit bei Gigi von Laswells späterer Ehefrau Ejigayehu Gigi Shibabaw (2001), With a Heartbeat von Pharoah Sanders und Graham Haynes (2003) sowie an der Sitar auf The Rasta Far I (2006) von Dub Syndicate und 2007 neben Worrell auf ARA von Dorian Cheah.

## Diskographie
- 1989: Next To Nothing (Venture Records)
- 1991: Faith Moves (CMP Records)
- 1993: Ekstasis (Axiom)
- 1998: Ekstasis - Wake Up And Dream (Cyber Octave)
- 1998: Revelator (Douglas Music / innerhythmic)
- 2002:  Brötzmann, Peter / Scopelitis, Nicky / Hano, Shoji: Organized Chaos (Konnex Records)
- 2009: Nicky / Babis / Floros: Well, Anything Can Happen (Puzzlemusik)
- 2011: Floros Floridis | Nicky Skopelitis | Okay Temiz: Three of a Sort (Morgenland)

### Beteiligungen (Auswahl)
- 1981: Curlew: Curlew
- 1982: Material: One Down
- 1983: Herbie Hancock: Future Shock
- 1984: Herbie Hancock: Sound-System
- 1984: Time Zone: World Destruction (Single)
- 1986: Public Image Limited: Album
- 1986: Afrika Bambaataa: Beware (The Funk Is Everywhere)
- 1987: Sly & Robbie: Rhythm Killers
- 1987: James Blood Ulmer: America: Do You Remember the Love?
- 1988: Herbie Hancock: Perfect Machine
- 1988: Iggy Pop: Instinct
- 1991: The Golden Palominos: Drunk with Passion
- 1993: Material: Live Iin Japan
- 1993: Divination: Ambient Dub Volume I
- 1994: Hakim Bey: T.A.Z.
- 1994: Anton Fier: Blind Light
- 1995: Axiom Funk: Funkcronomicon
- 1995: Julian Schnabel: Every Silver Lining Has A Cloud
- 1999: Shin Terai: Unison
- 2001: Gigi: Gigi
- 2002: The Meta Collection (Kompilation)
- 2003: Pharoah Sanders & Graham Haynes: With A Heartbeat
- 2005: Neighborhood Legends Vol. 1 (Kompilation)
- 2007: Dorian Cheah: ARA
- 2019: Bill Laswell: Myth - Dreams of the World